# Los miserables
 (срп. Јадници) мексичко-америчка је теленовела, продукцијске куће Телемундо, снимана током 2014. и 2015.

## Синопсис
Лусија Дуран, звана Лућа, излази из тексашког затвора, у коме је провела једанаест година, оптужена за злочин који није починила. Њена цимерка у ћелији, Росалија Перес, на самртној постељи моли је да се стара о њеној десетогодишњој кћерки Роксани, која живи у Мексику. Након што се нађе на слободи, са звањем медицинске сестре које је стекла иза решетака, Лућа одлази у мексичку престоницу, срећна јер ће најзад бити са својом породицом. Тамо је дочекује старија сестра Клаудија, која је подсећа да је се породица стиди, упркос томе што је управо она крива за Лућину несрећу. Након таквог дочека, Лућа схвата да је сама на свету и одлучује да пронађе посао, али и девојчицу о којој ће се старати, као што је обећала пријатељици. Она стиже у болницу којом руководи монахиња Ампаро Понсе, баш у тренутку када пристижу људи рањени у обрачуну полиције и нарко дилера. Снагама закона руководио је леп и мужеван начелник полицијског одељења за сузбијање наркотика Данијел Понсе, који је увек са лакоћом проналазио жене које би му грејале постељу, али се никада није заиста заљубио. Делује хладно и цинично, али је веома праведан и предан послу. Прогони криминалце, јер у сваком од њих види убице своје мајке. Када је био дечак, био је сведок мајчине смрти - криминалци који су тражили тајне досијее његовог оца хладнокрвно су је лишили живота. Његова тетка Ампаро Понсе, приморала је његовог оца Аугуста да се стара о њему. Међутим, онај који је увек био ту за њега претворивши се у његовог заштитника био је његов полубрат Сесар.
Када стигне у болницу, Данијел почиње да намеће свој ауторитет и издаје наређења, али му се Лућа енергично супротставља. Након што јој он покаже значку захтевајући поштовање, Ампаро стаје на страну храбре болничарке и одлучује да јој да прилику да се покаже, упркос њеној прошлости. Након што добије посао, Лућа успева да пронађе Роксану, која живи са својом тетком, стално пијаном проститутком Нуријом Перес. Девојчица је преклиње да је избави одатле и она јој обећава да ће покушати да је усвоји легалним путем. За то време, Данијел све чешће долази у болницу, само како би наметао свој ауторитет Лући и нервирао је.
Истовремено, она упознаје и његовог полубрата Сесара, који почиње да јој се удвара. Међутим, она се заљубљује у Данијела, чије бивше љубавнице је доводе до лудила. У међувремену, Лусијина маћеха Фернанда, која се представља као њена мајка, сазнаје да јој се пасторка вратила у Мексико. Супруг Игнасио приморао је Фернанду да прихвати Лућу као своју кћерку, због чега ју је увек малтретирала. Она је уједно и једина особа која зна да Лусија није починила злочин за који је оптужена више од деценије раније. Клаудија открива Фернанди где је Лућа и њих две је уверавају да је отац мрзи и да нипошто више не долази у породичну кућу, док Клаудија постаје љубавница моћног Ђавола. Недуго потом, Сесар обећава Лући да ће јој помоћи да добије старатељство над Роксанитом и води их обе у шетњу. Девојчица користи прилику да их фотографише његовим мобилним телефоном. Након неког времена, пијани Данијел долази код Луће и признаје јој да је воли, па се њих двоје предају једно другом, док Ђаво наређује Клаудији да истражи згодног начелника. Када сазна да је њена омражена полусестра његова љубавница, Клаудија му открива мрачну тајну из њене прошлости. Данијел је разочаран и мисли да му је Лућа намерно сакрила чињеницу да је била у затвору. Истовремено, Данијел непрестано информише Сесара о прљавим пословима његовог бившег свекра Рамадеса Ечеверије, који пере новац захваљујући хотелу који поседује. У објекту ради Густаво Миљан, који је у ствари прикривени агент - широм хотела поставио је камере и микрофоне како би свака сумњива активност била забележена. Захваљујући томе, долази у посед важних и компромитујућих података, које чува како у рачунару, тако и на преносној меморији. Даје све што је сакупио Сесару, баш пре него што га Ђаволова банда ухвати и мучењем изнуди из њега где се налази диск са подацима. Тако моћни нарко босови крећу у потрагу за Сесаром, који за то време одводи Лућу у кућу на плажи.
Наиме, Сесаров син, тинејџер Октавио, у вези је са Лућином нећаком Вики, коју тетка није видела годинама. Због тога Лућа и Сесар долазе на обалу, мислећи да је млади пар ту, али испоставља се да су се Октавио и Вики већ вратили у град. Док Лућа шета плажом, Клаудија и Ђаволови људи проналазе Сесара у кући и муче га, желећи да сазнају где су компромитујући фајлови, али он им не говори да је диск сакрио у играчки коју је купио Роксанити. Када се Лућа врати у кућу, Сесар јој на самрти даје диск и моли је да потражи његовог брата и не верује никоме осим њему. Међутим, смрт га одводи са собом пре него што Лући каже име свог брата.
Након неког времена, Лусија сазнаје да је Сесаров брат управо Данијел, који се заклео да ће осветити његову смрт, али и пронаћи мистериозну жену која је по његовом мишљењу послужила као мамац за Сесарово убиство. Од тог тренутка, Лућа се упушта у трку са судбином - мора да остане на слободи и пронађе оне који су одговорни за Сесарову смрт, пре него што мудри Данијел Понсе пронађе њу…

## Глумачка постава

### Главне улоге
| Глумац:          | Улога:                 |
| ---------------- | ---------------------- |
| Арасели Арамбула | Лусија Лућа Дуран      |
| Ерик Хајсер      | Данијел Понсе          |
| Ајлин Мухика     | Лилијана Дуран         |
| Арон Дијаз       | Сесар Мондрагон Бианћи |

### Споредне улоге
| Глумац:                 | Улога:                       |
| ----------------------- | ---------------------------- |
| Габријел Порас          | Олегарио Мареро, Ђаво        |
| Марко Тревињо           | Игнасио Дуран                |
| Алехандра де ла Мора    | Елена Дуран                  |
| Алдо Гаљардо            | Карлос Гаљардо               |
| Дијего Солдано          | Пабло Риобуено               |
| Луис Урибе              | Хенаро Кабељо                |
| Бијанка Калдерон        | Дејанира Паредес             |
| Клаудио Лафарга         | др Гонзало Маљорка           |
| Естела Калдерон         | Дебора Ечеверија             |
| Тања Лопез              | Марисела Леон                |
| Рамон Медина            | Роке Сармијенто              |
| Вероника Теран          | Ампаро Понсе                 |
| Марија Барбоса          | Фернанда Монтеагудо де Дуран |
| Пија Ватсон             | Адријана                     |
| Макарена Оз             | Роксана Роксанита Перез      |
| Габо Ангијано           | Гиљермо Мемин Ернандез       |
| Федерико Порас          | Начо Начито                  |
| Ђина Варела             | Нанси                        |
| Анастасија              | Консуело Дуран               |
| Хуан Мартин Хауреги     | Родригез                     |
| Елси Рејес              | Нурија Перез                 |
| Алекс Камарго           | Абел Дуран                   |
| Ева Данијела            | Викторија Вики Гордиљо       |
| Дејв Доглас             | Октавио Мондрагон            |
| Манола Дијез            | Ивана Ечеверија              |
| Ђералдин Синат          | Милагрос                     |
| Луис Јеверино           | Густаво Миљан                |
| Родриго Видал           | Гастон Гордиљо               |
| Хавијер Дијаз Дуењас    | Радамес Ечеверија            |
| Гонзало Гарсија Виванко | Педро Моралес                |